# Goodhue (Minnesota)
Goodhue é uma cidade localizada no estado americano de Minnesota, no Condado de Goodhue.

## Demografia
Segundo o censo americano de 2000, a sua população era de 778 habitantes.
Em 2006, foi estimada uma população de 954, um aumento de 176 (22.6%).

## Geografia
De acordo com o United States Census Bureau tem uma área de
2,4 km², dos quais 2,4 km² cobertos por terra e 0,0 km² cobertos por água.

## Localidades na vizinhança
O diagrama seguinte representa as localidades num raio de 20 km ao redor de Goodhue.